# Anvil Island
Anvil Island är en ö i Kanada.   Den ligger i Sunshine Coast Regional District och provinsen British Columbia, i den sydvästra delen av landet, 3 500 km väster om huvudstaden Ottawa. Arean är 9,5 kvadratkilometer.
Terrängen på Anvil Island är kuperad. Öns högsta punkt är 736 meter över havet. Den sträcker sig 5,4 kilometer i nord-sydlig riktning, och 3,1 kilometer i öst-västlig riktning.
Runt Anvil Island är det ganska tätbefolkat, med 75 invånare per kvadratkilometer.